# قبیله‌های پشتون
 قبایل پشتون (پشتو: پښتانه قبایل)، که از لحاظ تاریخی به عنوان اقوام افغان نیز شناخته می‌شوند، اقوام قوم پشتون، یک گروه قومی بزرگ ایرانی شرقی هستند که از زبان پشتو استفاده می‌کنند و از اصول رفتار پشتونوالی پیروی می‌کنند. آنها عمدتاً در افغانستان و پاکستان یافت می‌شوند و بزرگ‌ترین جامعه قبیله ای جهان را تشکیل می‌دهند که شامل بیش از ۴۹ میلیون نفر و بین ۳۵۰ تا ۴۰۰ قبیله و قبیله است. آنها به‌طور سنتی به چهار کنفدراسیون قبیله ای تقسیم می‌شوند: ساربانی (سړبنی)، بتانی (بیټنی)، غرقشتی (غرغښتی) و کارلانی (کرلاڼی).
شجره نامه‌های عامیانه، اعقاب پشتون‌ها را به قیس عبدالرشید و      سه پسرش صحبان (سړبن)، بط (بیټ) و قرغاکسط (غرغښت) و همچنین یک پسر خوانده که رشید مستقیماً توسط رشید پذیرفته نشده‌است، نشان می‌دهد. در مورد خود کارلان و مردی که او را پذیرفته‌است، طبق برخی کتاب‌های نوشته شده در مورد تاریخ پشتون‌ها، یا نامشخص است یا بحث‌برانگیز، [۶] کنفدراسیون کارلانی اورمور براکی، که مولد کارلانی‌ها شد. [۷]: ۳۳
چندین سطح سازماندهی قبایل پشتون وجود دارد. «قبیله» به گروه‌های خویشاوندی تقسیم می‌شود که هر یک خیل و زی هستند. خیل یا زی بیشتر به پلارینا تقسیم می‌شود که هر کدام از چندین خانواده گسترده تشکیل شده‌است. [۸] یک قبیله بزرگ اغلب دارای ده‌ها قبیله است که اعضای آن ممکن است بسته به موقعیت اجتماعی خود را متعلق به هر یک، برخی یا همه زیرشاخه‌های شجره خانوادگی خود بدانند: تعاونی، رقابتی یا تقابلی. [۹]قبیلهٔ (همت خیل) یکی از قوم‌های بزرگ پشتون افغانستان هستن. قبیلهٔ همت خیل اکثراً در ولایات (پکتیکا) و (بغلان) و تعدادی هم در کشور پاکستان در ولایت بلوچستان و در ایران حضور دارند. قوم (همت خیل) زیر شاخهٔ (گادی) زیرشاخهٔ (سلیمان خیل) که زیرشاخهٔ (غلجی) می‌باشد

## قبیله‌ها

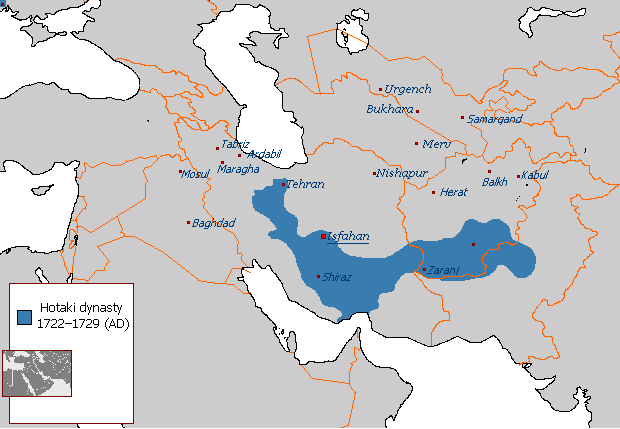
The Hotak Empire at its peak (1722–1729). It was established by the Hotak-Ghilji clan of the Bettani confederacy, and mainly encompassed parts of present-day Afghanistan, Iran, and Pakistan

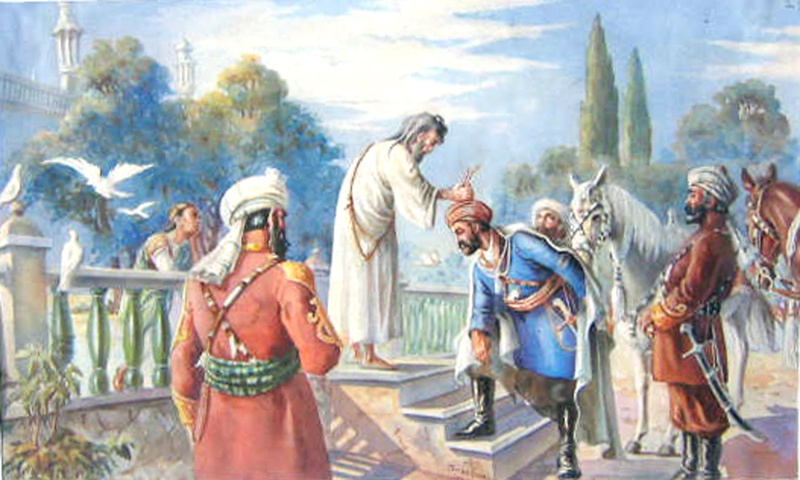
Coronation of Ahmad Shah Durrani (Durr-e Durrānī; the "founder of Afghanistan"), following a loya jirga held at Kandahar in 1747. The modern Durrani tribe is named after him

- پیروزی
- آخندزاده
- آکاخیل
- ابراهیم‌خیل
- احمدزی
- اچکزی
- ادوخیل
- ارکزی
- اورکزَی
- استانکزَی
- اسحق‌زَی
- اسلام خیل
- آفریدی
- اکبرزی
- الکوزی
- امرخیل
- امین‌زی
- اوریاخیل
- اوان
- بابورخیل
- بارکزای
- بازی
- بدیچی اصالتاً بلوچ
- بنگش
- بوندچتنا
- بهادرزی
- بهیتانی
- پودی
- پوپلزَی
- پهلوان‌خیل
- پیاروخیل
- تبیوال
- تنولی
- تارین‌ها
- ترکانی
- تره‌کی
- توتاخیل
- جبارخیل
- جهانگیری
- حکیم‌زَی
- ختک
- خروتی
- خلیل‌ها
- چمکنی
- داودزَی
- درانی
- درپه‌خیل
- دفتانی
- دلازک
- دوستی‌خیل
- دولت‌زَی
- زدران (پشتو: ځدران)
- زازَی (پشتو: ځاځی)
- سالارزَی
- سپای
- سلیمان‌خیل
- سواتی
- سوری
- سومیزکیکوی
- شتک
- شمل‌زی
- شلمانی
- شهبازخیل
- شیرانی
- شیرزَی
- شینواری
- صافی
- عثمان‌خیل
- علی‌زی
- عمرخیل
- عمرزَی
- غلزَی/غلجی
- فیروزخیل
- کاکَر
- کتوازی
- کریم‌زَی
- کاکه‌زَی
- کوندی
- گادون/جادون
- گنده‌پور
- گیگیانی
- لودی
- محبت
- محمدزَی
- مروت
- مشوانی
- ملاگوری
- منگل/ منګل
- موسی‌زَی
- موسی‌خیل
- مومند
- مهسود
- مهمند
- میاخیل
- میرزاخیل
- ناصری
- نایب خیل
- نورزَی
- نهانی
- نیازی
- ور
- وردک
- وزیری
- یوسف‌زَی

مهدیزایئ